# Партизанская армия народа
Партизанская армия народа (исп. Ejército Guerrillero del Pueblo) — аргентинская леворадикальная партизанская организация, действовавшая в провинции Сальта под руководством Хорхе Рикардо Масетти в 1963—1964 гг.